# روي س. بينيت
روي س. بينيت (بالإنجليزية: Roy C. Bennett)‏ هو كاتب أغاني أمريكي، ولد في 12 أغسطس 1918 في بروكلين في الولايات المتحدة، وتوفي في 2 يوليو 2015 في كوينز في الولايات المتحدة.

## وصلات خارجية
- روي س. بينيت على موقع IMDb (الإنجليزية)
- روي س. بينيت على موقع ميوزك برينز (الإنجليزية)
- روي س. بينيت على موقع أول ميوزيك (الإنجليزية)
- روي س. بينيت على موقع ديسكوغز (الإنجليزية)
- روي س. بينيت على موقع ديسكوغز (الإنجليزية)